# Кирокосян, Леван Суренович
Леван (Лёва) Суренович Кирокосян (24 декабря 1973, Гюмри, Армянская ССР, СССР) — российский и французский спортсмен, боксёр-профессионал, выступающий в младшей лёгкой (Super Featherweight) весовой категории. .

## Спортивная карьера
Является воспитанником Арчила Миносяна. 19 февраля 2010 года в Великобритании завоевал титул чемпиона Европы по версии EBU. 17 июля 2010 года защитил титул чемпиона Европы по версии EBU. 2 октября 2010 года в Болтоне уступил титул чемпиона Европы по версии EBU. Наилучшая позиция в мировом рейтинге: 21-й.